# Šúmacu no Harem
Šúmacu no Harem (japonsky 終末のハーレム, Šúmacu no háremu) je japonská manga, kterou píše LINK a kreslí Kotaró Šóno. První část vycházela od května 2016 do června 2020 v internetovém časopise Šónen Jump+ nakladatelství Šúeiša. Druhá část vychází ve stejném časopise od května 2021 pod názvem Šúmacu no Harem: After World (japonsky 終末のハーレム, Šúmacu no háremu: Afutá warudo). Jednotlivé kapitoly byly souhrnně vydány ve svazcích tankóbon, dohromady jich k srpnu 2020 vyšlo dvanáct. Do angličtiny mangu překládá americké nakladatelství Seven Seas Entertainment.
Dle mangy vznikla dvě spin-offová díla Šúmacu no Harem: Fantasia a Šúmacu no Harem: Britannia Lumiére. V květnu 2017 a v srpnu 2021 se dočkaly vydání dvě rozhlasové hry. Hra pro virtuální realitu vyvinutá studiem DMM Games byla vydána v březnu 2019. V říjnu 2021 měla premiéru první epizoda televizního anime seriálu od studií Studio Gokumi a AXsiZ, další díly budou vysílány od ledna 2022.

## Postavy
- Reito Mizuhara (japonsky 水原怜人, Mizuhara Reito)

Dabing: Taiči Ičikawa
- Mira Suó (japonsky 周防美来, Suó Mira)

Dabing: Haruka Širaiši
- Akane Rjúzódži (japonsky 龍造寺朱音, Rjúzódži Akane)

Dabing: Jó Taiči
- Sui Jamada (japonsky 山田翠, Jamada Sui)

Dabing: Aja Jamane
- Rea Katagiri (japonsky 片桐麗亜, Katagiri Reia)

Dabing: Keiko Watanabe
- Maria Kuroda (japonsky 黒田マリア, Kuroda Maria)

Dabing: Jurie Kozakai
- Mahiru Mizuhara (japonsky 水原まひる, Mizuhara Mahiru)

Dabing: Jukina Šúto
- Kjódži Hino (japonsky 火野恭司, Hino Kjódži)

Dabing: Takuja Eguči
- Neneko Isurugi (japonsky 石動寧々子, Isurugi Neneko)

Dabing: Šizuka Išigami
- Rena Kitajama (japonsky 北山玲奈, Kitajama Rena)

Dabing: Satomi Amano
- Šóta Doi (japonsky 土井翔太, Doi Šóta)

Dabing: Kazuki Ura
- Karen Kamija (japonsky 神谷花蓮, Kamija Karen))

Dabing: Ajana Taketacu
- Juzuki Hanjú (japonsky 羽生柚希, Hanjú Juzuki)

Dabing: Marika Hajase
- Šunka Hiiragi (japonsky 柊春歌, Hiiragi Šunka)

Dabing: Haruka Mičii
- Nacu Ičidžó (japonsky 一条奈都, Ičidžó Nacu)

Dabing: Arisa Aihara
- Akira Tódó (japonsky 東堂晶, Tódó Akira)

Dabing: Riho Iida
- Čifuju Rein Kuroda (japonsky 黒田・レイン・ちふゆ, Kuroda Rein Čifuju)

Dabing: Nacumi Takamori

## Média

### Mangy
Mangu Šúmacu no Harem píše LINK a kreslí Kotaró Šóno. Vychází od 8. května 2016 v internetovém časopise Šónen Jump+ nakladatelství Šúeiša. V květnu 2020 bylo oznámeno, že byla publikována závěrečná kapitola první části mangy. Jedná se o 85. kapitolu, jež byla vydána 21. června 2020. V březnu 2021 bylo oznámeno, že se druhá část mangy bude jmenovat Šúmacu no Harem: After World a bude vycházet od 9. května v témže časopise. Šúeiša vydala jednotlivé kapitoly ve svazcích tankóbon. První z nich byl publikován 2. září 2016. Ke 4. srpnu 2020 bylo vydáno dvanáct svazků.
V říjnu 2017 nakladatelství Seven Seas Entertainment oznámilo, že plánuje vydávat mangu v anglickém jazyce pod svou značkou Ghost Ship, která je určena pro dospělé čtenáře.

#### Spin-offy
Spin-offová manga Šúmacu no Harem: Fantasia, kterou píše LINK a kreslí SAVAN, vychází od 19. dubna 2018 v časopisu Ultra Jump nakladatelství Šúeiša. Publikována je také v Šónen Jump+ a v mobilní aplikaci Young Jump!. V dubnu 2019 americké nakladatelství Seven Seas Entertainment oznámilo, že bude vydávat mangu pod svou značkou Ghost Ship.
Další spin-offovou manga, jejíž název zní Šúmacu no Harem: Britannia Lumiere (japonsky 終末のハーレム ブリタニアリュミエール, Šúmacu no háremu: Buritania rjumiéru), psal LINK a kreslil Kira Etó. Vycházela od 26. června 2020 v Šónen Jump+ a v mobilní aplikaci Manga Mee. Šúeiša ji také souběžně publikovala v angličtině v aplikaci Manga Plus. V prosinci 2020 přestala manga kvůli zdravotnímu stavu Etóa vycházet. Nové svazky byly publikovány počátkem června 2021. Manga oficiálně skončila 29. července 2021 vydáním 22. kapitoly.

#### Seznam svazků
| Č. | Datum vydání      | ISBN              |
| -- | ----------------- | ----------------- |
| 1  | 2. září 2016      | 978-4-08-880819-2 |
| 2  | 31. prosince 2016 | 978-4-08-880842-0 |
| 3  | 2. června 2017    | 978-4-08-881087-4 |
| 4  | 4. října 2017     | 978-4-08-881243-4 |
| 5  | 2. února 2018     | 978-4-08-881438-4 |
| 6  | 4. července 2018  | 978-4-08-881523-7 |
| 7  | 2. listopadu 2018 | 978-4-08-881634-0 |
| 8  | 4. března 2019    | 978-4-08-881762-0 |
| 9  | 2. srpna 2019     | 978-4-08-882044-6 |
| 10 | 4. ledna 2020     | 978-4-08-882188-7 |
| 11 | 13. května 2020   | 978-4-08-882304-1 |
| 12 | 4. srpna 2020     | 978-4-08-882457-4 |

### Anime
V květnu 2020 bylo oznámeno, že je ve vývoji televizní anime seriál. Seriál animují studia Studio Gokumi a AXsiZ a režíruje Jú Nobuta. Za scénářem stojí Tacuja Takahaši a za návrhy postav Masaru Koseki, hudbu skládá Šigenobu Ókawa. První epizoda seriálu měla premiéru 8. října 2021, další díly však byli kvůli produkčním problémům odloženy na leden 2022. Jednotlivé díly jsou vysílány televizními stanicemi Tokyo MX, BS Fuji a AT-X. Zpěvačka H-el-ical// ztvární úvodní znělku seriálu „Just Do It“, přičemž finální znělku „Ending Mirage“ nazpívá EXiNA.
V srpnu 2021 společnost Crunchyroll oznámila, že koupila vysílací práva seriálu, jenž plánuje streamovat celosvětově (kromě asijských oblastí). V jižní a jihovýchodní Asii se o distribuci postará Muse Communication.

#### Seznam dílů
| Č. v seriálu | Původní název                   | Režie            | Scénář          | Premiéra v Japonsku |
| ------------ | ------------------------------- | ---------------- | --------------- | ------------------- |
| 1            | Onna-tači no sekai 女たちの世界 | Jošitaka Nagaoka | Tacuja Takahaši | 8. října 2021       |

### Rozhlasové hry
Na motivy mangy byla namluvena rozhlasová hra, která byla vydávána na oficiálních stránkách časopisu Šónen Jump+ po dobu devíti dní, a to od 28. května do 5. června 2017. Některé její části byly kvůli sexuálnímu tónu cenzurovány a k jejich odemčení bylo požadováno heslo. Další rozhlasová hra byla vydávána od 27. srpna 2021 na YouTube.

### Videohra
V listopadu 2018 bylo oznámeno, že studio DMM Games pracuje na hře pro virtuální realitu, jež nese název World's End Harem VR (japonsky 終末のハーレムVR, Šúmacu no háremu VR). Příběh hry je rozdělen do tří kapitol, které trvají přibližně pět minut a které adaptují populární scény z mangy. Účinkují v ní Šizuka Itó jako Mira Suó, Marie Mijake jako Akira Tódó a Jú Asakawa jako Akane Rjúzódži. World's End Harem VR bylo vydáno 4. března 2019.

## Přijetí
K listopadu 2018 bylo prodáno přes 3 miliony kusů prvních sedmi svazků mangy Šúmacu no Harem dohromady. V prosinci 2020 činil celkový počet prodaných výtisků mangy přes 5 milionů a v září 2021 to bylo 7 milionů výtisků.